# Rotsrat
De rotsrat of dassierat (Petromus typicus) is een knaagdier uit de familie van de Afrikaanse rotsratten (Petromuridae). Tegenwoordig is hij de enige soort uit die familie. Hij leeft in rotsachtige gebieden in Zuid-Afrika, Namibië en het zuiden van Angola. Hij eet bladeren en gras.

## Kenmerken
De rotsrat wordt 13,5 tot 21 cm lang, heeft een staart van 11,5 tot 17 cm en weegt 170 tot 262 gram. Hij heeft een lange, harige staart en een afgeplatte kop. De kleur varieert tussen grijs of okerachtig, bruin en bijna zwart.

## Leefwijze
De rotsrat houdt ervan in paren of kleine groepjes te zonnebaden, maar hij is erg schuw en vlucht bij elke verstoring. Urine wordt gebruikt om bepaalde rotsen te markeren.